# Scouts Hispanos

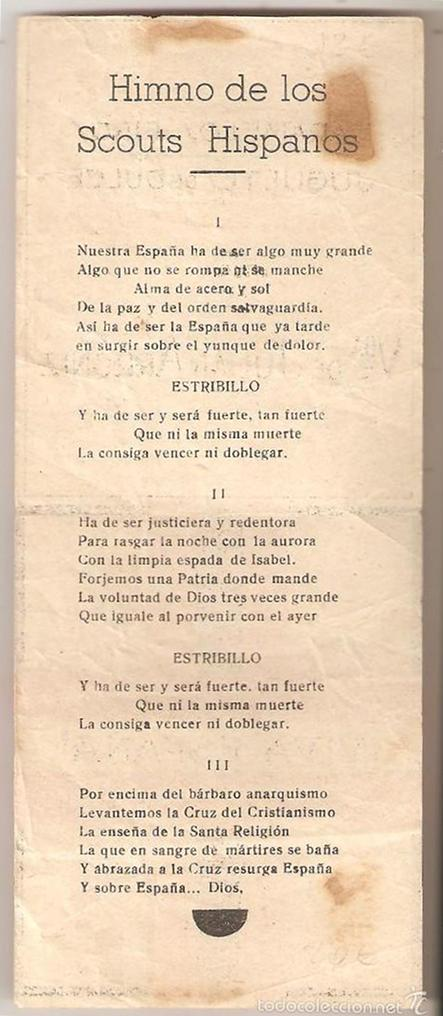
Folleto con el himno de los scouts hispanos (1934).

Los Scouts Hispanos fue una organización escultista de orientación católica creada en Madrid por el sacerdote Jesús Martínez en 1934,  que tuvo cierta repercusión social y contó con implantación en otras ciudades como Madrid, Valencia y algunas poblaciones castellanas, pero su futuro se vio truncado con el advenimiento de la guerra civil española.
Durante el primer decenio del siglo XX, la iglesia no veía con buenos ojos al escultismo y fue bastante beligerante pues consideraba que apartaba a la juventud de sus deberes religiosos, sobre todo las misas obligadas de los domingos. El cambio de orientación vino a partir de los años veinte cuando las autoridades eclesiásticas se dieron cuenta de que formar a la juventud bajo principios cristianos precisaba de un ambiente propicio que no estuviera limitado a una «religión de domingo». Esta fue la base para la creación de los Scouts de France y los Scouts Hispanos.
La parte técnica escultista estuvo en un principio bajo la supervisión de un antiguo miembro del consejo nacional de los Exploradores de España, Mario González Pons, valedor del escultismo como herramienta pedagógica y autor del libro «Valor educativo de las Asociaciones de exploradores». Posteriormente esa responsabilidad recayó en Ramiro Matarranz Cedillo. Mario González fue el primer director laico del Colegio Nuestra Señora del Pilar y aquel fue el centro propicio para la expansión de la nueva asociación. Cada domingo del año se celebraba la misa para los Scouts. En diciembre de 1935 se impartió en el colegio una conferencia sobre Scouts Hispanos.
El episcopado español bendijo la creación de la institución con carácter exclusivamente católico el mismo año de su fundación, y completaba la red educativa eclesiástica junto a la Federación de Maestros Católicos y la Confederación Nacional de Padres de Familia, recomendando no favorecer a los Exploradores de España ni a la Asociación Española de Muchachas Guías, ya que los Scouts Hispanos era una obra apostólica y disponían de una rama masculina y otra femenina en su seno.
Por su carácter religioso y patriótico tuvo estrechos vínculos con la Confederación Española de Derechas Autónomas (CEDA).